# La Milesse
La Milesse ist eine französische Gemeinde mit 2631 Einwohnern (Stand 1. Januar 2022) im Département Sarthe in der Region Pays de la Loire; sie gehört zum Arrondissement Le Mans und zum Kanton Le Mans-2.
Nachbargemeinden von La Milesse sind: Domfront-en-Champagne, La Chapelle-Saint-Fray, La Bazoge, Saint-Saturnin, La Chapelle-Saint-Aubin, Trangé, Aigné.

## Bevölkerungsentwicklung
- 1962: 0658
- 1968: 0726
- 1975: 1241
- 1982: 1548
- 1990: 2117
- 1999: 2264
- 2007: 2476

## Persönlichkeiten
- Mickaël Pichon, Motocross-Weltmeister 2001 und 2001 in der 250-cm³-Klasse, wohnt in La Milesse

## Städtepartnerschaften
- Swinehead (Großbritannien)